# Science Fiction and Fantasy Writers of America
La Science Fiction Writers of America (traducibile come "scrittori di fantascienza d'America"), abbreviata in SFWA (in inglese è un acronimo pronunciato "sìfwa"), venne fondata nel 1965 da Damon Knight e James Blish. Da allora ha cambiato il suo nome in Science Fiction and Fantasy Writers of America, Inc., ma continua a usare la sigla SFWA.
Correntemente l'SFWA è un'associazione non a scopo di lucro di scrittori di fantascienza e fantasy, per la maggior parte di nazionalità statunitense anche se non del tutto. Per diventare soci occorre essere stati pubblicati professionalmente come autori, la richiesta minima è la pubblicazione di un romanzo o di un testo teatrale, o di tre racconti brevi. Nel 2001 la SFWA vantava circa 1.200 soci.
La SFWA assegna ogni anno il Premio Nebula. Assegna anche, sebbene non ogni anno, anche il Premio Andre Norton per il miglior romanzo per giovani adulti, il Premio Bradbury per la miglior sceneggiatura, il Premio Author Emeritus a uno scrittore anziano poco pubblicato o il cui lavoro è stato sottovalutato, e infine assegna il Premio Grand Master (Grand Master Award) per i risultati ottenuti nella propria carriera nella fantascienza o fantasy.

## Presidenti
- Damon Knight (1965-1967)
- Robert Silverberg (1967-1968)
- Alan E. Nourse (1968-1969)
- Gordon R. Dickson (1969-1971)
- James Gunn (1971-1972)
- Poul Anderson (1972-1973)
- Jerry Pournelle (1973-1974)
- Frederik Pohl (1974-1976)
- Andrew J. Offutt (1976-1978)
- Jack Williamson (1978-1980)
- Norman Spinrad (1980-1982)
- Marta Randall (1982-1984)
- Charles Sheffield (1984-1986)
- Jane Yolen (1986-1988)
- Greg Bear (1988-1990)
- Ben Bova (1990-1992)
- Joe Haldeman (1992-1994)
- Barbara Hambly (1994-1996)
- Michael Capobianco (1996-1998)
- Robert J. Sawyer (1998)
- Paul Levinson (1998-2001)
- Norman Spinrad (2001-2002)
- Sharon Lee (2002-2003)
- Catherine Asaro (2003-2005)
- Robin Wayne Bailey (2005-2007)
- Michael Capobianco (2007-2008)
- Russell Davis (2008-2010)
- John Scalzi (2010-2013)
- Steven Gould (2013-)